# Haakon Shetelig
Haakon Shetelig (fram till 1918 Schetelig), född 25 juni 1877, död 22 juli 1955, var en norsk arkeolog och museiman, bror till Jakob Schetelig, systerson till Tord Pedersen.
Shetelig deltog 1904-1905 i utgrävningen av Osebergfyndet och efter Gabriel Gustafsons död år 1915 ombesörjde han tillsammans med Anton Wilhelm Brøgger den fortsatta publiceringen av fyndet. Från 1914 var han professor vid Bergens Museum.